# Shintarō
Shintarō (jap. しんたろう, シンタロウ) – męskie japońskie imię.

## Możliwa pisownia
Znaki użyte do zapisania „tarō” (太郎) znaczą „duży, syn”. Może to być także samodzielne imię, które przeważnie otrzymuje najstarszy chłopiec. Do zapisania „shin” używa się różnych znaków, o różnym znaczeniu (np. 真 „prawda”, 新 „nowy”, 慎, „pokora”).

## Znane osoby
- Shintarō (しんたろう), gitarzysta japońskiego zespołu Hearts Grow
- Shintarō Abe (晋太郎), japoński polityk i politolog
- Shintarō Asanuma (晋太郎), japoński seiyū
- Shintarō Ishihara (慎太郎), japoński pisarz i aktor
- Shintarō Sonooka (新太郎), japoński aktor i seiyū
- Shintarō Tanabe (晋太郎), gitarzysta zespołu japońskiego Changin' My Life

## Fikcyjne postacie
- Shintarō Akikusa (新太郎), bohater serialu japońskiego z lat '60 The Samurai
- Shintarō Midorima (真太郎), bohater mangi i anime Kuroko no Basket